# Serguéi Ivánovich Gúsev
Serguéi Ivánovich Gúsev (también conocido como "Gússev") (ruso: Серге́й Ива́нович Гу́сев) (nombre real - Yákov Davídovich Drábkin: ruso — Я́ков Дави́дович Дра́бкин) (1 de enero de 1874 – 10 de junio de 1933) fue un revolucionario ruso, miembro fundador de la facción Bolchevique del Partido Obrero Socialdemócrata de Rusia (POSDR), y político soviético.

## Primeros años
Yákov Davídovich Drábkin nació el 1 de enero de 1874, en Sapozhok, Gobernación de Riazán, en el Imperio Ruso, en una familia judía. Se involucró en el movimiento revolucionario cuando era estudiante en Rostov del Don, adonde su familia se mudó en 1887. En 1896, como estudiante en el Instituto Tecnológico de San Petersburgo, utilizando el alias S.I.Gúsev, se unió a la Liga de Lucha por la Emancipación de la Clase Obrera, cuyo líder principal era Vladímir Lenin. En 1899, la policía lo expulsó de San Petersburgo y le ordenó regresar a Rostov. Trabajando a tiempo completo como organizador revolucionario, recreó la rama de Rostov del POSDR, que había sido destruida tras una ola de arrestos en 1899, organizó una manifestación política en febrero de 1902 para conmemorar el aniversario de la abolición de la Servidumbre en Rusia, y reunió a grupos dispersos de estudiantes revolucionarios, que se reunieron en agosto de 1902 para formar el 'Grupo de Estudiantes del Sur de Rusia'.
En julio, Gúsev fue delegado al Segundo Congreso del POSDR en Bruselas, donde entretuvo a los demás delegados cantando arias de óperas con un "magnífico barítono". El gobierno belga lo expulsó del país, pero se reincorporó al Congreso después de que este se trasladara a Londres. Cuando el partido se dividió en las facciones bolchevique y menchevique, se unió a los bolcheviques, y continuó apoyando a Lenin cuando otros bolcheviques querían reconciliar las dos facciones. En julio de 1904, participó en la primera conferencia no oficial de bolcheviques en Ginebra, y fue elegido para el Buró de Comités de Mayoría, precursor del Comité Central del Partido Comunista de la Unión Soviética.
En 1904-1905, Gúsev fue secretario del comité bolchevique de San Petersburgo, y por lo tanto, el principal bolchevique en la capital durante los primeros meses de la Revolución de 1905, cuando organizó las elecciones para la Comisión Shidlovsky, que investigó las quejas de los trabajadores industriales, superando la oposición de los miembros "izquierdistas" del comité bolchevique que abogaban por boicotearla.
Más tarde, en 1905, Gúsev fue enviado a Odesa como secretario del comité bolchevique. Estuvo allí durante el famoso motín en el Acorazado Potemkin, pero no participó, y según el historiador J.H.L. Keep, "parece que pasó el tiempo en conversaciones ociosas". En una reunión del comité bolchevique de Odesa, en septiembre de 1905, llamó al partido a intentar tomar el control de los sindicatos emergentes, mientras trataba también de "exponer en nuestra propaganda y agitación todas las ilusiones sobre los sindicatos... (y) aclarar al proletariado que un desarrollo amplio y estable del movimiento sindical es impensable bajo un régimen autocrático."
En 1906, representó a los bolcheviques de Moscú en el Congreso del POSDR en Estocolmo. Al regresar a Moscú, fue arrestado y deportado a Siberia por tres años. Al regresar a San Petersburgo en 1909, huyó a Terijoki cuando temió que iba a ser arrestado, y sufrió un colapso nervioso, después del cual se retiró de la actividad del partido durante ocho años.

## Funcionario soviético
Gúsev se reincorporó a los bolcheviques en 1917, después de la Revolución de Febrero, y fue uno de los fundadores del Ejército Rojo. A principios de 1919, fue miembro del Comité Revolucionario Militar que dirigía las operaciones en el Frente Oriental durante la Guerra Civil Rusa. En julio de 1919, después de que el Ejército Rojo tuviera un éxito espectacular al expulsar al ejército blanco a través de los Urales hacia Siberia, Gúsev fue nombrado miembro del Comité Revolucionario Militar de seis miembros, presidido por León Trotsky, quien desconfiaba de Gúsev y más tarde lo describió como un "auténtico agente" de Iósif Stalin, rival de Trotsky.
Gúsev fue, junto con Mijaíl Frunze, el principal teórico de la llamada 'Oposición Militar', de la cual el compinche de Stalin, Kliment Voroshilov, era un partidario, quienes afirmaban que existía una forma específicamente proletaria de entrenar un ejército y librar una guerra, lo que Trotsky disputó. En 1921, a pesar de la oposición de Trotsky, Gúsev fue nombrado jefe de la administración política (PUR) del Ejército Rojo, pero fue destituido en 1922 y reemplazado por uno de los partidarios de Trotsky, Vladímir Antónov-Ovséyenko.
Gúsev fue miembro candidato del Comité Central en 1920-1924. En 1923, fue nombrado Secretario de la Comisión Central de Control (CCC) En enero de 1924, tras la destitución de Antónov-Ovséyenko, Gúsev fue nombrado jefe de una comisión especial que investigaba al Ejército Rojo. Apoyó a Stalin en las disputas que dividieron al partido comunista después de la muerte de Lenin. En diciembre de 1924, publicó un artículo en Pravda que fue uno de los primeros ataques contra el historial de Trotsky como jefe del Ejército Rojo durante la guerra civil. En 1925, fue nombrado jefe de la oficina de prensa del Comité Central.
En su discurso ante el 14º Congreso del PCUS en diciembre de 1925, dijo que cada miembro del partido tenía el deber de denunciar a la CCC a cualquier persona que estuviera involucrada en oposición organizada al liderazgo de Stalin.

## Visita a EE.UU.

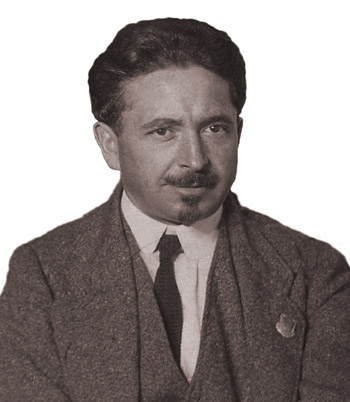
Max Bedacht, cofundador del CPUSA, respondió preguntas sobre Gúsev durante una audiencia del Comité Dies en 1939

En junio de 1925, fue enviado a Estados Unidos como representante de la Komintern ante el Partido Comunista de los Estados Unidos. Permaneció en los EE. UU., usando el seudónimo P. Green, hasta finales de año. Su tarea principal fue mediar en una disputa entre facciones rivales lideradas, respectivamente, por William Z. Foster y Charles Ruthenberg. El grupo de Foster dominó el Cuarto Congreso del Partido de los Trabajadores, en Chicago en agosto de 1925, y propuso destituir a Ruthenberg de su puesto como secretario del partido, hasta que Gúsev los sorprendió con una instrucción de Moscú que declaraba que Ruthenberg era 'más leal' a la línea de la Komintern.

El 16 de octubre de 1939, J. B. Matthews, jefe de investigadores del Comité Dies de la Cámara de Representantes de Estados Unidos, investigó las actividades de Gúsev (transliterado como "Gússev" en la transcripción) en los EE. UU. durante la década de 1920 con Max Bedacht, cofundador del Partido Comunista de los EE. UU. y secretario general de la Orden Internacional de Trabajadores (IWO): 

Sr. Matthews: ¿Conoce a un hombre llamado Gússev?

Sr. Bedacht: Gússev–Conocí a Gússev en la Internacional Comunista.

Sr. Matthews: ¿Alguna vez lo conoció en los Estados Unidos?

Sr. Bedacht: No lo conocí.

Sr. Matthews: ¿Nunca conoció a Gússev en los Estados Unidos?

Sr. Bedacht: No.

Sr. Matthews: ¿Gússev alguna vez escribió para The Communist durante su tiempo como editor?

Sr. Bedacht. Es posible. Sé que solicité artículos cuando estuve en Moscú; intenté solicitar artículos para The Communist de personas que conocí.

Sr. Matthews: ¿Sabía que Gússev era un representante de la Komintern en los Estados Unidos?

Sr. Bedacht: No lo conozco como tal.

Sr. Matthews: ¿Lo conoció alguna vez con el nombre de "Green" u otro alias?

Sr. Bedacht: No.

## Komintern
La participación de Gúsev en los asuntos de la Komintern comenzó en marzo de 1925, cuando, como representante de la CCC, lideró la condena del aliado de Trotsky Karl Radek, y de los aliados alemanes de Radek, Heinrich Brandler y August Thalheimer, quienes fueron prohibidos de participar en los asuntos de la Komintern. En 1928, fue nombrado jefe del secretariado de Europa Central de la Komintern. A finales de ese año, presionó a los líderes sindicales comunistas en Alemania para que se separaran de la antigua federación laboral, Allgemeiner Deutscher Gewerkschaftsbund, que estaba dominada por socialdemócratas, y formaran una federación separada.

## Personalidad
Trotsky escribió: "Entre los trabajadores del partido... había un hombre llamado Gúsev. Se llamaba a sí mismo un 'Viejo Bolchevique'... Su vocación especial es la de falsificar la historia de la guerra civil, para lo cual su principal cualificación es su apatético cinismo."
El comunista francés Victor Serge observó a Gúsev dirigiéndose a una reunión del partido mientras el partido comunista se dividía a fines de la década de 1920:

Grande, ligeramente calvo y corpulento, captaba a su audiencia a través de un hipnotismo degradante que se asocia con la violencia sistemática. Para argumentar de esta manera particularmente repugnante, uno debe, primero, estar seguro de tener fuerza a su lado, y segundo, estar decidido a no detenerse ante nada. Es, en el fondo, una técnica para infundir miedo. Ni una sola palabra de las suyas ganó convicción...

Nadezhda Mandelstam, quien conoció a Gúsev en 1930, dijo que ella y su esposo Ósip Mandelshtam bromeaban después sobre su 'rostro de piedra' - "Solo los funcionarios soviéticos podían hacer que sus rostros se volvieran de piedra de esta manera".

## Vida personal y muerte
La esposa de Gúsev, Feodosia, fue miembro del partido desde 1902, quien participó activamente en la revolución de 1905, y trabajó para la editorial de Literatura Extranjera después de la revolución.
Su hija, Elizaveta Drábkina (1901–1974), nació en Bruselas, donde vivió hasta los cinco años. A los 16 años, fue secretaria de Yákov Sverdlov, uno de los hombres más poderosos de la Rusia soviética. En 1926, en contraste con su padre, se unió a la oposición trotskista, y fue expulsada del PCUS en 1928. Se retractó en 1929, y fue readmitida en el partido, pero fue nuevamente expulsada en agosto de 1936, arrestada en diciembre, y sentenciada a cinco años en el Gulag. Después de su liberación, trabajó como economista, pero fue arrestada nuevamente en 1949. Rehabilitada a mediados de la década de 1950, publicó varias novelas basadas en su vida.
Gúsev murió el 10 de junio de 1933, en Moscú, y sus cenizas fueron enterradas en la Necrópolis de la Muralla del Kremlin.